# Hymn Łotewskiej Socjalistycznej Republiki Radzieckiej
Hymn Łotewskiej Socjalistycznej Republiki Radzieckiej został przyjęty w roku 1945 i był używany do 1991. Muzykę skomponował Anatols Liepiņš, a słowa napisał Fricis Rokpelnis oraz Jūlijs Vanags.

## Słowa łotewskie
Šai zemē visdārgā mēs brīvību guvām,
Te paaudžu paaudzēm laimīgam dzimt,
Te šalc mūsu jūra, te zied mūsu druvas,
Te skan mūsu pilsētas, Rīga te dimd.
Padomju Latvija mūžos lai dzīvo,
Spoža lai Padomju vainagā mirdz!
Mēs cēlāmies, verdzības važas lai rautu,
Par gadsimtu cīņām ik vieta vēl teic.
Vien biedros ar diženās Krievzemes tautu
Mēs kļuvām par spēku, kas pretvaru veic.
Padomju Latvija mūžos lai dzīvo,
Spoža lai Padomju vainagā mirdz!
Pa Ļeņina ceļu uz laimi un slavu
Ar Oktobra karogu iesim mūždien.
Mēs sargāsim Padomju Tēvzemi savu
Līdz pēdējai asiņu lāsei ikviens.
Padomju Latvija mūžos lai dzīvo,
Spoža lai Padomju vainagā mirdz!
Padomju Latvija mūžos lai dzīvo,
Spoža lai Padomju vainagā mirdz!

## Słowa rosyjskie
Свободен навеки народ наш счастливый,
Путь светлый для всех поколений открыт.
Шумит наше море, цветут наши нивы,
В семье городов наша Рига гремит.
Славься, Советская Латвия наша,
Ярко в созвездии республик сияй!
Не раз мы за волю ходили походом,
Бесправия цепи пытались разбить,
Лишь в дружбе незыблемой с русским народом
Смогли мы неправду и зло победить.
Славься, Советская Латвия наша,
Ярко в созвездии республик сияй!
Под знаменем Ленина к счастью и славе
Путем Октября мы победно идем.
Верны мы великой Советской державе
И кровь за нее, если надо, прольем!
Славься, Советская Латвия наша,
Ярко в созвездии республик сияй!
Славься, Советская Латвия наша,
Ярко в созвездии республик сияй!